# Policarpo Ccorimanya
Policarpo Ccorimanya Zúñiga (Cusco, 26 de enero de 1959) es un político peruano. Ha sido Alcalde del distrito de San Jerónimo, en la provincia de Cusco, en tres oportunidades: entre 1999 y 2006 (dos periodos consecutivos), y entre 2011 y 2014. 
Nacido en el distrito de San Jerónimo, en la ciudad del Cusco. Cursó los estudios primarios y secundarios en su ciudad natal entre 1965 y 1975. Se graduó de ingeniero eléctrico en la Universidad Nacional de San Antonio Abad del Cusco en 1987.
En el año 1995 fue elegido como regidor distrital de San Jerónimo antes de ser elegido alcalde en las elecciones de 1998, 2002 y 2010. Fue candidato a congresista por el departamento del Cusco en las elecciones generales del 2006 por el Frente de Centro sin obtener la representación. Ese mismo año, en las elecciones regionales y municipales fue candidato a regidor de la provincia del Cusco por Somos Perú sin resultar elegido. Asimismo, tentó la alcaldía provincial del Cusco en dos oportunidades en las elecciones municipales del 2014 y del 2022 sin resultar elegido en ninguna de ellas.